# Pristinella amphibiotica
Pristinella amphibiotica är en ringmaskart som först beskrevs av Lastockin 1927.  Pristinella amphibiotica ingår i släktet Pristinella, och familjen Naididae. Arten är reproducerande i Sverige.